# Dicranomyia (Dicranomyia) isabellina
Dicranomyia (Dicranomyia) isabellina is een tweevleugelige uit de familie steltmuggen (Limoniidae). De soort komt voor in het Nearctisch gebied.